# Mésola
Mésola (en griego antiguo: Μεσόλα) es el nombre de una antigua ciudad griega de Mesenia. 
Estrabón dice que fue una de las cinco ciudades en las que Cresfontes dividió Mesenia cuando se hizo con el poder de la zona. Su territorio se extendía entre el monte Taigeto y Mesenia, y llegaba hasta el Golfo de Mesenia. El geógrafo menciona que había algunos que eran de la opinión de que debía identificarse con la ciudad homérica de Hira.
Se ha sugerido que debe localizarse en el lugar donde ahora está la población de Giannitsa, situada al este de Kalamata. Valmin la sitúa cerca de Turia.